# Shōrinji Kenpō
Shōrin-ji kenpō (jap. 少林寺拳法) – japońska sztuka walki, technika samoobrony, zintegrowana z zen.

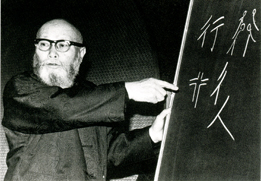
Dōshin Sō

Kwatera główna ShorinjiKempo w prefekturze Kagawa

Słowo Shōrin-ji to japońska wymowa nazwy klasztoru Szaolin (chiń.: 少林寺; pinyin: Shàolín Sì), a japońskie kenpō (拳法) to chińskie słowo o tej samej pisowni, ale czytaniu quánfǎ (dosł. metoda pięści), czyli chińska sztuka obrony. W międzynarodowym środowisku sportów walki zamiast transkrypcji kenpō przyjął się zapis kempo. Stąd też nad wejściem do kwatery głównej widnieje stylizowany napis nazwy własnej bez makronów przedłużających samogłoskę "o": ShorinjiKempo.    
Założycielem szkół kenpō w 1947 roku był japoński propagator sztuk walki i myśliciel o nazwisku Dōshin Sō (czyli Michiomi Nakano, ur. w 1911 r. w prefekturze Okayama, zm. 1980 r.), ale nie pilnował "czystości" stylu, więc powstało wiele jego odmian.
Dōshin Sō stworzył swój system w oparciu o techniki chińskiej sztuki walki rodem z klasztoru Szaolin, których uczył się przebywając w Chinach, japońskiego jujutsu i techniki bazującej na aiki-jūjutsu szkół Daitō-ryū. Podłoże duchowe tego systemu jest oparte na praktyce zazen. Nie istnieje w Shōrin-ji kenpō rywalizacja sportowa.  